# 朴元淳
朴元淳（韩语：／ Bak Weonsun */?；1955年2月11日—2020年7月9日），大韓民國律師，曾任首爾特別市長。朴元淳曾為人權律師，擅長接手人權案件，2011年10月26日以反建制、獨立候選人身分，在首爾市長的補選中擊敗執政黨大国家党候選人羅卿瑗；這次選舉結果出人意料，被朴元淳支持者視為人民力量的重大勝利。2014年6月4日成功連任首爾市長。2018年6月13日再次成功連任首爾市長。2020年7月9日，朴元淳傳出失蹤消息，同日深夜被發現自殺身亡。

## 政治生涯
朴元淳出生於一个贫困的农民家庭中。1975年，朴元淳考入首尔大学社会学系，在校期間因反對朴正熙的獨裁統治而被趕出首尔大学校園，之後朴元淳又考入檀国大学攻讀史学专业。1980年，朴元淳順利通过第22届韩国司法考试。1982年，朴元淳担任大邱地方检察厅检察官，次年轉任人權律師，加入民主社会律师联盟，曾在數十起案件中擔任辯護人。
在2011年選舉前兩個月，作為獨立候選的他一直被視為黑馬，出選無望，但另一名熱門人選安哲秀拒選，在野民主黨轉而支持朴元淳，選舉當天，朴元淳奪得53%選票，以大比數擊敗僅得46%選票的羅卿瑗，在野黨奪回失去近十年對首爾的執政權，亦是十年來首都首爾再次由自由派主政的局面，結束保守派大國家黨對首爾近十年的管治。由於對手、大國家黨的羅卿瑗在選舉中一直獲韓國前總統朴正熙之女、2012年大韓民國總統選舉大國家黨熱門人選朴槿惠的支持，朴元淳的大勝亦被視為對朴槿惠及執政黨大國家黨帶來打擊。
朴元淳與羅卿瑗的選舉議題同樣集中在物價上升與就業安全問題，但朴元淳承諾提升社會福利，甚至公開宣布自己為「首位福利市長」。朝鮮日報一篇評論認為，貧富差距擴大、中低下層未能分享經濟成果，加以韓國總統李明博在選前爆出連串醜聞，都令選民對保守派投下不信任票，造就朴元淳的勝利。
朴元淳在2012年2月23日宣佈加入民主統合黨。
2014年6月4日，在地方選舉代表在野黨共同民主黨競選連任，以過半得票，擊敗執政黨新世界黨候選人、財閥鄭夢準，結果成功連任首爾市長。
2018年6月13日，在地方選舉打敗前京畿道知事金文洙、前國會議員安哲秀，再次成功連任首爾市長。
2020年7月8日晚，由於韓國「#MeToo」運動興起，朴元淳秘書向首爾地方警察廳控告自己持續遭到朴元淳通過壓身、擁抱、舔舐、發送淫穢短信或內衣照等手段進行性騷擾。9日下午5点17分，朴元淳女兒報警稱父親失聯。警方接到報案後搜查市長官邸，發現朴元淳留下的遺書。当地时间10日凌晨，朴元淳遗体在北岳山肅靖門附近被发现，其涉嫌性骚扰案件的调查被韩国警方叫停，并建议检方以无公诉权结案，7月10日中午，首尔市长秘书室长高汉锡公开朴元淳的亲笔遗书。遗书內文如下：
向所有人致歉，向曾陪伴同行的所有人致谢，对自己只给家人带來痛苦深感愧疚，希望能火葬并將骨灰撒在父母墓地，大家再見。

 — 朴元淳于7月9日留下的绝笔

## 選舉
| 政党 | 政党     | 候选人 | 票数      | %    | ± |
| ---- | -------- | ------ | --------- | ---- | - |
|      | 无党籍   | 朴元淳 | 2,158,476 | 53.4 |   |
|      | 大國家黨 | 羅卿瑗 | 1,867,880 | 46.2 |   |
|      | 无党籍   | 裴一道 | 15,408    | 0.38 |   |

| 政党 | 政党           | 候选人 | 票数      | %     | ±     |
| ---- | -------------- | ------ | --------- | ----- | ----- |
|      | 新政治民主聯合 | 朴元淳 | 2,752,171 | 56.13 | +2.7% |
|      | 新世界党       | 鄭夢準 | 2,109,869 | 43.03 |       |
|      | 统合进步党     | 鄭泰興 | 23,638    | 0.5   |       |
|      | 新政治黨       | 洪正植 | 17,603    | 0.4   |       |

| 政党 | 政党       | 候选人 | 票数      | %     | ±      |
| ---- | ---------- | ------ | --------- | ----- | ------ |
|      | 共同民主黨 | 朴元淳 | 2,619,497 | 52.79 | -3.34% |
|      | 自由韓國黨 | 金文洙 | 1,158,487 | 23.34 |        |
|      | 正未來黨   | 安哲秀 | 970,374   | 19.55 |        |
|      | 綠色黨     | 申智藝 | 82,874    | 1.67  |        |
|      | 正義黨     | 金鐘民 | 81,664    | 1.64  |        |
|      | 民眾黨     | 金真淑 | 22,134    | 0.44  |        |
|      | 我們未來   | 禹仁喆 | 11,599    | 0.23  |        |
|      | 大韓愛國黨 | 印志涓 | 11,222    | 0.22  |        |
|      | 親朴連帶   | 崔泰賢 | 4,021     | 0.08  |        |